# Campeonato Nacional Atómicos
El campeonato nacional atómico es un título de lucha libre defendido en AAA. Es un campeonato de equipos de 4 luchadores.

## Campeones actuales
Chessman y los Psycho Cyrcus desconocidos como campeones por decisión del comisionado Vampiro

## Lista de campeones
| Wrestlers:                                                                              | Times: | Date:                    | Location:                | Notes: |
| --------------------------------------------------------------------------------------- | ------ | ------------------------ | ------------------------ | --- |
| Los Villanos y Pierroth Jr. ( Villano III, Villano IV y Villano V)                      | 1      | 9 de agosto de 1996      | Nezahualcóyotl, México   | Venciendo a Damian 666, Espectro, Jr., Halloween y Karis la Momia en la final de un torneo para conseguir a los primeros campeones. |
| Vacante                                                                                 | N/A    | Diciembre de 1996        | ---                      | Renunciaron al título. |
| Los Vipers (Histeria, Maniaco, Mosco de la Merced y Psicosis)                           | 1      | 23 de agosto de 1998     | Azcapotzalco, D.F.       | Venciendo a Los Payasos (Coco Amarillo, Coco Azul, Coco Negro y Coco Rojo) en la final de un torneo.                                |
| Los Vatos Locos (Charly Manson, May Flowers, Nygma y Picudo)                            | 1      | 14 de febrero de 1999    | Monterrey, Nuevo León    | |
| Los Juniors (Blue Demon, Jr., La Parka, Jr., Máscara Sagrada Jr. y el Perro Aguayo Jr.) | 1      | 18 de abril de 1999      | Zapopan, Jalisco         | |
| Los Vipers (Histeria, Maniaco, Mosco de la Merced y Psicosis)                           | 2      | 17 de septiembre de 1999 | México, D.F.             | |
| Los Vatos Locos (Charly Manson, May Flowers, Nygma y Picudo)                            | 2      | 10 de diciembre de 1999  | Madero, Tamaulipas       | |
| Los Regio Guapos (Hator, Monje Negro Jr., Potro Jr. y Tigre Universitario)              | 1      | 19 de agosto del 2001    | Monterrey, Nueo León     | |
| Los Vipers (Histeria, Maniaco, Mosco de la Merced y Psicosis)                           | 3      | 7 de octubre del 2001    | Monterrey, Nuevo León    | |
| Los Vatos Locos (Espíritu, Nygma, Picudo y Silver Cat)                                  | 1      | 23 de noviembre del 2001 | México , D.F.            | |
| Oscar Sevilla y Los Barrio Boys (Alan, Billy Boy y Decnis)                              | 1      | 2 de diciembre del 2002  | Nuevo Laredo, Tamaulipas | |
| Black Family (Cuervo, Chessman, Escoria y Ozz)                                          | 1      | 18 de julio del 2003     | Madero, Tamaulipas       | |
| Oscar Sevilla y Los Barrio Boys (Alan, Billy Boy y Decnis)                              | 2      | 8 de agosto del 2003     | Puebla, Puebla           | |
| Black Family (Cuervo, Chessman, Escoria y Ozz)                                          | 2      | 20 de agosto del 2004    | Puebla, Puebla           | |
| Mexican Power (Crazy Boy, Juventud Guerrera, Joe Líder y Psicosis)                      | 1      | 18 de noviembre del 2006 | Cuernavaca, Morelos      | |
| La Secta de Mesías (El Cuervo, Escoria, Espíritu and Ozz)                               | 1      | 20 de mayo del 2007      | Morelia, Michoacán       | |
| Chessman y Los Psycho Circus (Killer Clown, Zombie Clown y Psycho Clown)                | 1      | 17 de enero del 2009     |                          | |
| Vacante                                                                                 | N/A    | 25 de enero del 2009     |                          | Desconocidos como campeones por el Vampiro                                                                                          |